# Дерешев, Анатолий Иванович
Анатолий Иванович Дерешев (род. 25 ноября 1936 года, деревня Козловка, Каратузский район, Красноярский край) — токарь Новосибирского завода «Электросигнал» Министерства радиопромышленности СССР. Герой Социалистического Труда (1974).

## Биография
Родился в 1936 году в крестьянской семье учителя в деревне Козловка Каратузского района. Окончил радиотехнический техникум в Новосибирске. С 1955—1958 года проходил срочную службу в Советской Армии. С 1958 года — токарь-расточник Новосибирского завода «Электросигнал».
Ежегодно добивался высоких трудовых результатов. Указом Президиума Верховного Совета СССР (с грифом «не подлежит опубликованию») от 16 января 1974 года «за выдающиеся успехи в выполнении и перевыполнении планов 1973 года и принятых социалистических обязательств» удостоен звания Героя Социалистического Труда с вручением ордена Ленина и золотой медали Серп и Молот.
В 1996 году вышел на пенсию. Проживает в городе Кольцово Новосибирской области.
Награды
- Герой Социалистического Труда
- Орден Ленина
- Орден «Знак Почёта» (26.04.1971)